# Les Souffrances du jeune Werther (film)
Pour les articles homonymes, voir Werther et Souffrance (homonymie).
Pour plus de détails, voir Fiche technique et Distribution.
Les Souffrances du jeune Werther (Die Leiden des jungen Werthers) est un film dramatique est-allemand réalisé par Egon Günther, sorti en 1976. Le film est une adaptation de l'ouvrage Les Souffrances du jeune Werther de Johann Wolfgang von Goethe publié en 1774.

## Fiche technique
- Titre original : Die Leiden des jungen Werthers
- Titre français : Les Souffrances du jeune Werther[2],[3]
- Réalisateur : Egon Günther
- Scénario : Helga Schütz (de), Egon Günther
- Photographie : Erich Gusko (de)
- Montage : Rita Hiller (de)
- Musique : Siegfried Matthus, musique interprétée par Wolfgang Amadeus Mozart
- Sociétés de production : Deutsche Film AG (Groupe Babelsberg), Deutscher Fernsehfunk
- Pays de production :  Allemagne de l'Est
- Langue de tournage : allemand
- Format : Couleur Orwo - 1,66:1 - Son mono - 35 mm
- Durée : 106 minutes (1h46)
- Genre : Drame historique
- Dates de sortie :
  - Allemagne de l'Est : 26 août 1976
  - Allemagne de l'Ouest : 26 juillet 1977
  - Hongrie : 23 novembre 1978

## Distribution
- Hans-Jürgen Wolf (de) : Werther
- Katharina Thalbach : Lotte
- Hilmar Baumann (de) : Albert
- Heinz-Dieter Knaup (de) : le secrétaire
- Herwart Grosse (de) : l'envoyé
- Dieter Mann (de) : Von Steinfeld
- Klaus Piontek (de) : Wilhelm
- Barbara Dittus : Mme Heilmann
- Angelika Mann : la cousine
- Gerhard Bienert : le prètre